# Garma-Kulturfestival
Das Garma-Kulturfestival, in englischer Sprache Garma Festival of Traditionell Culture oder kurz Garma Festival und von den Yolngu in ihrer Sprache Matha Garma'wu Buku luŋgthurra genannt, ist eine Veranstaltung über eine Dauer von fünf Tagen, die die Yothu Yindi Foundation organisiert. Die Non-Profit-Organisation wurde von der Aborigines-Rockband Yothu Yindi zur Erhaltung der Kultur und Tradition der Yolngu gegründet. Das Kulturfestival wurde mehrfach ausgezeichnet.
Das Festival findet jährlich seit 1999 Anfang August auf einem Platz statt, der Gulkula genannt wird. Der Festivalplatz im Arnhemland im Northern Territory in Australien befindet sich an einem Wald aus Eucalyptus tetrodonta mit einem Blick auf den Carpentariagolf. Er liegt auf der Gove-Halbinsel, 40 Kilometer von der Bergarbeiterstadt Nhulunbuy und 14 Kilometer südöstlich vom Gove Airfield entfernt. Auf diesem Platz soll in den Vorstellungen der Yolngu das Schöpfungswesen Ganbulabula aus der Traumzeit das Didgeridoo geschaffen und dem Clan der Gumatj übergeben haben.
Das Festival ist vor allem ein kulturelles Fest der Aborigines der Yolngu auf dem Zeremonien (Wangga) veranstaltet, Gesang (Manikay) und Tanz (Bunggul) dargeboten werden. Es werden aber auch Kunstwerke der Aborigines präsentiert oder geschaffen. 2006 hat beispielsweise die Malerin Gulumbu Yunupingu in einem Workshop dort Bilder gemalt. Das Festival hat auch das Ziel, die kulturelle und ökonomische Revitalisierung des entfernt liegenden Gebiets zu entwickeln und dass die fremden Besucher Erfahrungen mit der indigenen Kultur machen.
Die Yolngu kamen erst relativ spät mit der britischen Kolonisation in der Mitte der 1930er Jahre in Kontakt und konnten daher ihre Traditionen erhalten und pflegen. Als sie in den 1960er Jahren nicht vor dem Bau der Gove-Bauxitmine konsultiert wurden, setzten sie sich für ihre Landrechte ein. Das Festival im Jahr 2013 ist insbesondere dem 50. Jahrestag der Überreichung der Yolngu Bark Petition im australischen Parlament gewidmet.
Die damalige Petition war der erste verschriftlichte Ausdruck der Landrechtsbewegung der indigenen Bevölkerung Australiens. Sie war zweisprachig und 1963 überreicht worden. Sie wurde abgelehnt und die Yolngu verloren anschließend vor Gericht. Der Bergwerksbetreiber zahlte allerdings freiwillig Kompensationen an die Yolngu und sicherte den Schutz ihrer historisch bedeutenden Plätze zu. In den frühen Jahren des Garma-Kulturfestivals war es stärker politisch ausgerichtet. Der Organisator des Festivals, der bedeutende Elder Galarrwuy Yunupingu, forderte eine stärkere und vertraglich gesicherte Beteiligung an den Erträgen der Bauxitmine auf ihrem traditionellen Land. Ansonsten, so kündigte er an, werden die Yolngu ein eigenes Bergwerk errichten. Er hatte sein Ziel erreicht, als im Mai 2011 eine Vereinbarung zwischen den Rirratjingu, Gumatj and Galpu Traditional Owners, Northern Land Council und dem Minenbetreiber Rio Tinto Alcan über weitere 42 Jahre Minenbetrieb bis 2053 geschlossen werden konnte.
Auf dem Festival 2013 sollen politische Perspektiven und kulturelle Aktivitäten der regionalen Aborigines diskutiert werden. Die Elder aus dem östlichen Arnhemland kommen zusammen, um ihren gemeinsamen Weg in die Zukunft zu besprechen.
Die Besucherzahlen stiegen ständig an. In den letzten Jahren wurden bis zu 3000 Teilnehmer gezählt. Während sich in den frühen Jahren lediglich geladene Gäste und Wissenschaftler zum Fest bewegen durften, kann man sich mittlerweile kostenpflichtig anmelden.
Erreichbar ist das abgelegene Gebiet über Flugzeuge, die in Cairns abfliegen oder von Darwin mit Allrad-Fahrzeugen über den Stuart Highway und den etwa 700 Kilometer langen unbefestigten Bulman Track bis nach Nhulunbuy. Der Track kann nur mit Erlaubnis befahren werden kann.

## Auszeichnungen
Das Garma-Kulturfestival wurde 2004 und 2005 von der Regierung des Northern Territory mit dem Brolga Award ausgezeichnet und gewann 2005 den Skal International Ecotourism Award.